# ماتياس ياو
ماتياس ياو (بالصينية: 姚智؛ بالإنجليزية: Matthias Yao) هو سياسي سنغافوري، ولد في 12 يناير 1956. انتخب عضو مجلس الشعب السنغافوري عن دائرة MacPherson Single Member Constituency ‏ وقد انضم خلال فترته النيابية ‏  للكتلة البرلمانية حزب العمل الشعبي (سنغافورة) وانتخب عضو مجلس الشعب السنغافوري.